# Мухаммад Аттахіру I
Мухаммад (Мухаммаду) Аттахіру (Тахір) I (*д/н — 15 березня 1903) — султан Сокото в 1902—1903 роках.

## Життєпис
Належав до династії дан Фодіо, гілки Атіку. Син султана Ахмаду Атіку. Про молоді роки обмаль відомостей. Після смерті небожа Абд ар-Рахмана став новим султаном Сокото. В цей час британські війська під орудою Фредеріка Лугарда вже зайняли південні області держави. 
У січні 1903 року почалися бойові дії британців власне з військами Сокото, проет невдалі. У лютому ворог зайняв важливий емірат Кано. 
Наприкінці березня 1903 року в запеклій битві біля Сокото султан зазнав нищівної поразки. Мухаммад Аттахіру I з прихильниками втік з міста. Британці зайняли столицю держави, призначивши новим султаном Мухаммада Аттахіру II з гілки Белло. При цьому релігійний титул халіфа скасували, а держава Сокото стала частиною протекторату Північна Нігерія.
Повалений султан намагався очолити повстання в Замфарі й Гомбе, де зібрав 30-тисячне військо. У квітні-травні султан здобув 2 перемоги, змусивши британців відступити з півночі держави. Але наприкінці липня 1903 року в битві біля Бурмі Мухаммад Аттахіру I зазнав поразки та загинув. Його син Мухаммад вів далі боротьбу, але зрештою зазнав поразки й утік до Судану.